# Verdad fundamental
La verdad fundamental es información que se sabe que es real o verdadera, proporcionada por observación y medición directas (o sea, evidencia empírica) en oposición a la información proporcionada por inferencia.

## Etimología
El Oxford English Dictionary (sv verdad fundamental) registra el uso de la expresión inglesa Groundtruth en el sentido de 'verdad fundamental' del poema de Henry Ellison "The Siberian Exile's Tale", publicado el año de 1833.

## Estadística y aprendizaje automático
La "verdad fundamental" puede verse como un término conceptual relativo al conocimiento de la verdad sobre algo específico. Es el resultado ideal esperado. Esto se utiliza en modelos estadísticos para probar o refutar hipótesis de investigación. El término "verificación fundamental" se refiere al proceso de recopilar los datos objetivos (probables) adecuados para esta prueba. Por ejemplo, supongamos que estamos probando un sistema de visión estéreo para ver qué tan bien puede estimar posiciones en 3D. La "verdad fundamental" podrían ser las posiciones dadas por un telémetro láser que se sabe que es mucho más exacto que el sistema de cámaras.
El filtrado de basura bayesiano es un ejemplo común del aprendizaje supervisado. En este sistema, al algoritmo se le enseñan manualmente las diferencias entre basura y no basura. Esto depende de la verdad fundamental de los mensajes utilizados para formar el algoritmo – las inexactitudes en la verdad fundamental se correlacionarán con las imprecisiones en los veredictos de correo basura/no correo basura resultantes.

## Sensores remotos
En la teledetección, la "verdad fundamental" se refiere a la información recopilada en la ubicación de la imagen. La verdad fundamental permite que los datos de la imagen se relacionen con atributos y materiales reales del lugar. La recopilación de datos reales sobre el terreno permite la calibración de los datos de detección remota y ayuda en la interpretación y el análisis de lo que se está detectando. Algunos ejemplos son cartografía, meteorología, análisis de fotografías aéreas, imágenes satelitales y otras técnicas en las que los datos se recopilan a distancia.
Más específicamente, la verdad fundamental puede referirse a un proceso en el que los "píxeles"  en una imagen satelital se comparan con lo que se muestra (en el momento de la captura) para verificar el contenido de los "píxeles" en la imagen (observando que el concepto de "píxel" depende del sistema de imágenes). En el caso de una imagen clasificada, la clasificación supervisada puede ayudar a determinar la exactitud de la clasificación por el sistema de detección remota que puede minimizar el error en la clasificación.
La verdad fundamental generalmente se realiza en el sitio, correlacionando lo que se sabe con las observaciones de la superficie y las mediciones de varias propiedades de los atributos de las celdas de resolución del terreno que se estudian en la imagen digital de detección remota. El proceso también implica tomar las coordenadas geográficas de la celda de resolución del terreno con tecnología GPS y compararlas con las coordenadas del "píxel" que se está estudiando proporcionado por el software de detección remota para comprender y analizar los errores de ubicación y cómo pueden afectar un estudio en particular.
La verdad fundamental es importante en la clasificación supervisada inicial de una imagen. Cuando la identidad y la ubicación de los tipos de cobertura terrestre se conocen a través de una combinación de trabajo de campo, mapas y experiencia personal, estas áreas se conocen como sitios de formación. Los atributos espectrales de estas áreas se utilizan para formar el software de teledetección utilizando reglas de decisión para clasificar el resto de la imagen. Estas reglas de decisión, como la clasificación de máxima verosimilitud, la clasificación de paralelepípedos y la clasificación de distancia mínima, ofrecen técnicas diferentes para clasificar una imagen. Los sitios de verdad fundamental adicionales permiten que el sensor remoto establezca una matriz de error que valide la exactitud del método de clasificación utilizado. Métodos diferentes de clasificación pueden tener porcentajes distintos de error para un proyecto de clasificación dado. Es importante que el sensor remoto elija un método de clasificación que funcione mejor con la cantidad de clasificaciones utilizadas y que proporcione la menor cantidad de errores.
La verdad fundamental también ayuda con la corrección atmosférica . Dado que las imágenes de los satélites tienen que atravesar la atmósfera, pueden distorsionarse debido a la absorción en ella. Por lo tanto, la verdad fundamental puede ayudar a identificar completamente los objetos en las fotos satelitales.

### Errores de comisión
Un ejemplo de un error de comisión es cuando un píxel informa la presencia de un atributo (como árboles) que, en realidad, está ausente (en realidad, no hay árboles presentes). La verificación en el terreno garantiza que las matrices de error tengan un porcentaje de exactitud más alto que el que tendría si no se verificaran los píxeles en el terreno. Este valor es el inverso de la exactitud del usuario, es decir, Error de comisión = 1 - exactitud del usuario.

### Errores de omisión
Un ejemplo de un error de omisión es cuando los píxeles de cierto tipo, por ejemplo, arces, no se clasifican como arces. El proceso de verificación de campo ayuda a garantizar que el píxel se clasifique correctamente y que las matrices de error sean más exactas. Este valor es el inverso de la exactitud del productor, es decir Error de omisión = 1 - exactitud del productor

## Sistemas de información geográfica

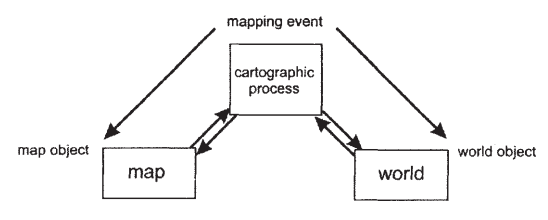
Las representaciones de la verdad sobre el terreno son los elementos del GIS (campos u objetos) y cada elemento representa (mediante un proceso cartográfico) un objeto del mundo real.

En los sistemas de información geográfica, SIG, los datos espaciales se modelan como un campo (como en las imágenes ráster de teledetección) o como un objeto (como en la representación de un mapa vectorial). Se modelan a partir del mundo real (también llamado realidad geográfica), normalmente mediante un proceso cartográfico (ilustrado).
Los sistemas de información geográfica como SIG, GPS y GNSS se han generalizado tanto que el término "verdad fundamental" ha adquirido un significado especial en ese contexto. Si las coordenadas de ubicación devueltas por un método de ubicación, como el GPS, son una estimación de una ubicación, entonces la "verdad fundamental" es la ubicación real en la Tierra. Un teléfono inteligente puede devolver un conjunto de coordenadas de ubicación estimadas, como 43.87870,-103.45901. La verdad fundamental estimada por esas coordenadas es la punta de la nariz de George Washington en el Monte Rushmore. La exactitud de la estimación es la distancia máxima entre las coordenadas de ubicación y la realidad del terreno. Podríamos decir en este caso que la exactitud de la estimación es de 10 metros, lo que significa que se cree que el punto en la tierra representado por las coordenadas de ubicación está dentro de los 10 metros de la nariz de George: la verdad fundamental. En la jerga, las coordenadas indican dónde creemos que se encuentra la nariz de George Washington y la verdad es en donde está realmente. En la práctica, un teléfono inteligente o una unidad de GPS de mano puede estimar de forma rutinaria la realidad del terreno dentro de 6 a 10 metros. Los instrumentos especializados pueden reducir el error de medición del GPS a menos de un centímetro.

## Uso militar
La jerga militar de EE. UU. utiliza "verdad fundamental" para referirse a los hechos que comprenden una situación táctica, a diferencia de los informes de inteligencia, los planes de misión y otras descripciones que reflejan las proyecciones conativas o basadas en políticas del complejo industrial militar. El término aparece en el título del documental sobre la guerra de Irak The Ground Truth (2006) y también en publicaciones militares, por ejemplo, Stars and Stripes dice: "Stripes decidió descubrir cuál era la verdad básica en Irak".[cita requerida]</link>